# Função de Möbius
A clássica função de Möbius μ(n) é uma função multiplicativa na Teoria dos Números e Análise Combinatória. Tem esse nome em homenagem ao matemático alemão August Ferdinand Möbius, que foi o primeiro a defini-la em 1831.

## Definição

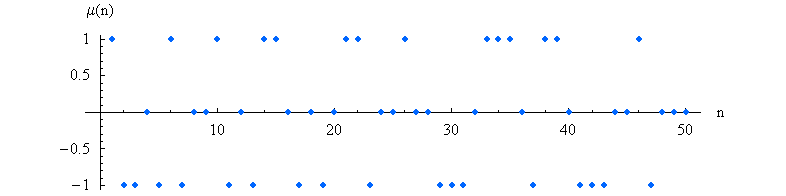
A função de Möbius.

Denotada por μ(n), a função de Möbius possui em seu domínio de definição todos os números naturais e sua imagem possui três elementos: -1, 0, e 1. Uma maneira simples de regrar a relação entre os elementos do domínio e da imagem é a seguinte:
- μ(n) =  0 se n tem como divisor um outro número natural ao quadrado
- μ(n) =  1 se  n não tem como divisor um outro número natural ao quadrado e é decomposto em uma quantidade par de números primos
- μ(n) =  -1 se  n não tem como divisor um outro número natural ao quadrado e é decomposto em uma quantidade ímpar de números primos

Ainda define-se μ(1) = 1. O valor μ(0) é geralmente deixado indefinido. O software Maple define-o como sendo -1. Assim, pode-se condensar a definição da função por meio do regramento a seguir.
Dado   {\displaystyle n=1}   ou   {\displaystyle n=\prod _{j=1}^{k}p_{j}^{a_{j}}\in \mathbb {N} }   (vide Teorema Fundamental da Aritmética), tem-se   {\displaystyle \mu :\mathbb {N} \longrightarrow \{-1,0,1\}}   tal que
{\displaystyle \mu (n)=\left\{{\begin{matrix}1,&{\mbox{se }}n=1{\mbox{        }}\\(-1)^{k},&{\mbox{se }}a_{j}=1{\mbox{ para todo }}j\\0,&{\mbox{se }}a_{j}>1{\mbox{ para algum }}j\end{matrix}}\right.}
Conforme a definição dada acima, para estabelecer o valor de μ(n) faz-se necessário conhecer a fatoração de n, o que por vezes dificulta muito o cálculo da função. Contudo há uma forma alternativa de definição de μ(n), pela qual não se precisa conhecer os fatores primos de n, que é estabelecida por meio da expressão dada a seguir:
{\displaystyle \mu (n)=\sum _{\stackrel {1\leq k\leq n}{(k,\,n)=1}}e^{2\pi i{\tfrac {k}{n}}}.}
em que (k,n) = mdc(k,n), de forma que existem tantos k quanto φ(n),  i é a unidade imaginária do corpo dos complexos, a constante e = 2,718281... é o número de Euler e π representa o número irracional 3,141592.... Contudo, a complexidade computacional para esse cálculo (que se fundamenta na determinação de raízes da unidade) resulta em um custo semelhante ao do cálculo do produto de Euler.

## Propriedades

### Propriedade 1
{\displaystyle \sum _{d|n}\mu (d)=\left\{{\begin{matrix}1&{\mbox{ se }}n=1\\0&{\mbox{ se }}n>1\end{matrix}}\right.}
De fato, se n = 1, o resultado é imediato. Para o caso de n > 1, uma vez que μ é multiplicativa, é suficiente tomar n = pk, em que p é um primo qualquer. Como todos os divisores de pk estão no conjunto {1, p, ..., pk}, então
{\displaystyle \sum _{i=0}^{k}\mu (p^{i})=1-1=0.}

### Propriedade 2
Se {\displaystyle s\in \mathbb {C} } com Re(s) > 1 então
{\displaystyle \left(\sum _{n=1}^{\infty }{\frac {\mu (n)}{n^{s}}}\right)\left(\sum _{n=1}^{\infty }{\frac {1}{n^{s}}}\right)=1.}
A demonstração de tal igualdade parte da função zeta de Riemann, dada por {\displaystyle \sum _{n=1}^{\infty }{\frac {1}{n^{s}}}=\zeta (s).}

### Propriedade 3
Um enunciado equivalente à hipótese de Riemann (localização dos zeros não triviais da função meromorfa {\displaystyle \zeta :\mathbb {C} \setminus \left\{1\right\}\rightarrow \mathbb {C} }) é o seguinte: para cada ε > 0, tem-se
{\displaystyle \lim _{n\in \mathbb {N} }{\frac {\sum _{k=1}^{n}\mu (k)}{n^{{\frac {1}{2}}+\epsilon }}}=0}